# Церово (Софийска област)
Вижте пояснителната страница за други значения на Церово.
Церòво е село в Западна България. То се намира в Община Своге, Софийска област. В селото живеят около 1500 жители, голяма част от които работят в Своге и София.

## География
Село Церово се намира в Искърското дефиле на 6 km след Своге по поречието и на двата бряга на река Искър в покрайнините на Стара планина. Близки села са Левище, Реброво, Елисейна, Бов, както и Мездра.

### Забележителности
В близост до линията София-Мездра се намира скалният феномен „Джуглата“, висок около 18 м., а причудливата му форма напомня на човешка глава. Изграден е от хоризонтални скални пластове, оцелели от хилядолетната разрушителна дейност на река Искър. Джуглата е обявен за природна забележителност през 1964 г.
Някои от по-големите пещери около село Церово са „Водната пещера“ с дължина 3264 м, „Маяница“ с дължина 1426 м и „Говорът на водата“ с дължина 1000 м.
В непосредствена близост до селото, по поречието на река Варовитица, се намира Церовския водопад.

## Инфраструктура
- Основно училище „Васил Левски“
- Читалище „Христо Ботев“

## Култура
Съборът на селото се провежда всяко лято.
Черквата в селото е „Света Параскева“, част от Софийска епархия на Българската православна църква.

## Известни личности
- Костадин Георгиев-Калки, музикант, работил в селото като стоматолог